# Ivo Klec
Ivo Klec (Bratislava, 28 novembre 1980) è un tennista slovacco.

## Carriera
Ottenne il suo best ranking in singolare il 21 agosto 2006 con la 184ª posizione, mentre nel doppio divenne il 13 giugno 2011, il 190º del ranking ATP.
In carriera, in singolare, vinse quattordici tornei del circuito ITF Men's Circuit; nello stesso circuito, in doppio vinse altri tredici tornei oltre a due del circuito ATP Challenger Series: il ZRE Katowice Bytom Open nel 2010 e il Siberia Cup nel 2012.
Fece parte della squadra slovacca di Coppa Davis nel 2007 in un'unica occasione contro la Macedonia; in quel caso sconfisse Dimitar Grabul in due set con il punteggio di 6-2, 6-3.

## Statistiche

### Tornei minori

#### Singolare

##### Vittorie (12)
| Legenda tornei minori |
| Challenger (0)        |
| Futures (12)          |

| Numero | Data              | Torneo                                                                                | Superficie  | Avversario in finale | Punteggio        |
| 1.     | 21 aprile 2003    | Kuwait Mushref Futures, Mushref                                                       | Cemento     | Mohammad Ghareeb     | 3-6, 6-4, 6-4    |
| 2.     | 28 aprile 2003    | Kuwait Mushref Futures, Mushref                                                       | Cemento     | Florin Mergea        | 3-6, 6-3, 6-4    |
| 3.     | 5 maggio 2003     | Kuwait Mushref Futures, Mushref                                                       | Cemento     | Florin Mergea        | 6-4, 6-4         |
| 4.     | 16 agosto 2004    | Twents Open, Enschede                                                                 | Terra rossa | Jeroen Masson        | 6-3, 6-1         |
| 5.     | 28 marzo 2005     | Futures Sikaki de Rabat, Rabat                                                        | Terra rossa | Adam Chadaj          | 6-4, 6(4)–7, 6-4 |
| 6.     | 14 novembre 2005  | Torneo Internacional Ciudad De Las Palmas De Gran Canaria, Las Palmas de Gran Canaria | Cemento     | Rui Machado          | 6-3, 6-3         |
| 7.     | 13 luglio 2009    | Damasco Open, Damasco Open                                                            | Cemento     | Sadik Kadir          | 6-0, 6-1         |
| 8.     | 4 agosto 2009     | AEGON Pro Series Foxhills, Foxhills                                                   | Cemento     | Morgan Phillips      | 6-4, 6-3         |
| 9.     | 30 marzo 2010     | Newton Cox USTA Professional Tennis Classic, Mobile                                   | Cemento     | Gregory Ouellette    | 6-1, 6-4         |
| 10.    | 24 novembre 2010  | Sudan Khartoum Futures, Khartum                                                       | Terra rossa | Aldin Šetkić         | 6-2, 6-2         |
| 11.    | 1º dicembre 2010  | Sudan Khartoum Futures, Khartum                                                       | Terra rossa | Aldin Šetkić         | 6-3, 7-5         |
| 12.    | 24 settembre 2013 | Kuwait Mushref Futures, Mushref                                                       | Cemento     | Marcus Willis        | 3-6, 6-1, 6-4    |

#### Doppio

##### Vittorie (12)
| Legenda tornei minori |
| Challenger (2)        |
| Futures (10)          |

| Numero | Data             | Torneo                                                                                | Superficie  | Compagno              | Avversari in finale                         | Punteggio            |
| 1.     | 6 maggio 2002    | Seyffer Cup, Mannheim                                                                 | Terra rossa | Florian Jeschonek     | Radoslav Lukaev Luben Pampoulov             | Walkover             |
| 2.     | 16 giugno 2003   | Open Isla de Lanzarote, Lanzarote                                                     | Cemento     | Domenic Marafiote     | Rafael Moreno Negrin Ferran Ventura Martell | 6-3, 6-4             |
| 3.     | 23 giugno 2003   | Torneo Internacional Ciudad De Las Palmas De Gran Canaria, Las Palmas de Gran Canaria | Terra rossa | Domenic Marafiote     | Zeng Shaoxuan Zhu Ben-qiang                 | 6-4, 5-7, 7–6(1)     |
| 4.     | 12 gennaio 2004  | ITF Aviation Cup, Dubai                                                               | Cemento     | Jaroslav Levinský     | Julien Jeanpierre Édouard Roger-Vasselin    | 6-4, 7-5             |
| 5.     | 21 marzo 2005    | Tournoi Future Princesse Lalla Khadija, Oujda                                         | Terra rossa | Jaroslav Pospíšil     | Fabian Roetschi Jean-Claude Scherrer        | 6-4, 6-4             |
| 6.     | 28 marzo 2005    | Futures Sikaki de Rabat, Rabat                                                        | Terra rossa | Jaroslav Pospíšil     | Adam Chadaj Filip Urban                     | 6-2, 3-6, 6-4        |
| 7.     | 17 novembre 2008 | ITF Aviation Cup, Dubai                                                               | Cemento     | Marco Chiudinelli     | Aleksej Kedrjuk Denys Molčanov              | 6-1, 2-6, [10-6]     |
| 8.     | 26 ottobre 2009  | South Africa Pretoria Futures, Pretoria                                               | Cemento     | Richard Ruckelshausen | Alexander Satschko Franck Wintermantel      | 6-3, 3-6, [10-7]     |
| 9.     | 14 giugno 2010   | ZRE Katowice Bytom Open, Bytom                                                        | Terra rossa | Artem Smyrnov         | Konstantin Kravčuk Ivan Serheev             | 1-6, 6-3, [10-3]     |
| 10.    | 29 giugno 2010   | Wilhelmshöhe Open, Kassel                                                             | Terra rossa | Alexander Satschko    | Andrej Kuznecov Denis Macukevič             | 6-1, 6(3)–7, [12-10] |
| 11.    | 3 gennaio 2012   | Furi-Benz Cup International Men's Tennis Tour, Shenzhen                               | Cemento     | Pierre-Hugues Herbert | Lee Hsin-han Peng Hsien-yin                 | 6-4, 6-2             |
| 12.    | 19 novembre 2012 | Siberia Cup, Tjumen'                                                                  | Cemento (i) | Andreas Siljeström    | Konstantin Kravčuk Denys Molčanov           | 6-3, 6-2             |